# Sanctuary (Gabriella Cilmi)
Sanctuary è una canzone della cantante australiana Gabriella Cilmi, pubblicata come quarto singolo estratto dall'album Lessons to Be Learned il 10 novembre 2008.
Il brano utilizza il riff dell'introduzione del brano Oh No Not My Baby nella versione del 1964 interpretata da Maxine Brown.
Il singolo non fu un grande successo e ottenne risultati piuttosto deludenti rispetto ai precedenti singoli.

## Tracce
Download digitale
1. Sanctuary
2. Sanctuary (Acoustic Version)

CD Promozionale
1. Sanctuary (Radio edit) - 3:00

Remix
1. Sanctuary (Mac Project Remix)
2. Sanctuary (Alex B Vocal Mix)
3. Sanctuary (Solitaire Club Mix)

## Classifiche
| Classifica (2008) | Posizione massima |
| ----------------- | ----------------- |
| Belgio (Fiandre)  | 58                |
| Germania          | 67                |
| Paesi Bassi       | 72                |